# 李僅
李僅（8世纪—783年11月2日），唐朝皇子，是唐肃宗的第五子。

## 母
- 陳婕妤，唐肃宗后宫婕妤。

## 生平
天宝年间，封皇孙李僅为新城郡王，授鸿胪卿同正员。至德二载（757年）十二月，进封彭王。乾元二年（759年）冬，史思明再陷河洛，群臣请以亲王遥領方镇。三年（760年）四月，封彭王李僅河西节度大使。建中四年（783年），时值姚令言所部泾原军兵变，李僅在某宫遇害。自称秦帝的朱泚追赠其司空并赐赠钱绢布等若干疋为其办理丧事。子李镇，授太仆卿同正员，封常山郡王。
李僅墓志铭还称其享年六十，但李僅出生不应早于其兄长唐代宗李俶（生于开元十四年，726年），故墓志铭所称岁数应为概数。

## 延伸阅读
[在维基数据编辑]
 《舊唐書·卷116》，出自刘昫《舊唐書》